# Francesc Molné i Rogé
Francesc Molné i Rogé (1883-1980) és un polític d'Andorra que va ser Síndic General d'Andorra de 1936 a 1937. Durant el seu mandat esclatà la guerra civil espanyola. El succeí en el càrrec el síndic Francesc Cairat i Freixes.